# Arkyt
Arkyt (en altaï méridional : Аркыт, en russe : Аркыт) est un village du raïon de Koch-Agatch dans la république de l'Altaï en Russie. Il fait partie avec le village voisin de Belyachi de la municipalité de l'établissement rural de Djazator. C'est un des villages les plus inaccessibles du Haut-Altaï et sa population s'élevait à 23 habitants au recensement de 2021.

## Géographie
Le village d'Arkyt se situe dans la république de l'Altaï, une république de Sibérie méridionale, en Russie. Il fait partie du district fédéral sibérien, et le village se trouve à 245 km au sud-est de Gorno-Altaïsk, la capitale de la république, à 630 km au nord-est de Novossibirsk, la capitale du district et à 3 300 km au sud est de Moscou. Le village fait partie du raïon de Koch-Agatch, le plus méridional des raïons de la république, qui compte 16 localités avec Koch-Agatch comme centre administratif, à 116 km à l'est. Le village le plus proche est Belyachi (aussi nommée Djazator), à une trentaine de kilomètres au sud-est.
Arkyt se situe sur un versant oriental des monts Katoun, avec le mont Cheneliou, haut de 3 888 mètres, qui se situe au sud du village, le dominant. L'Argout, un affluent droit de la Katoun et donc sous-affluent de l'Ob, coule dans la vallée, le village se situant sur la rive gauche de la rivière. De l'autre côté de la rivière se trouvent la Tchouïa du Nord, un des deux chaînons des Alpes de la Tchouïa. Ces massifs font partie du vaste système montagneux de l'Altaï. L'altitude du village est de 1 250 mètres.
Le climat est très légèrement plus chaud que les environs, avec un microclimat. Il y a des bouleaux, des saules, des herbes, des baies et des champignons qui y poussent.

## Toponymie
Le dictionnaire des toponymes des montagnes de l'Altaï donne la définition suivante du nom : « Arkhyt (turc), arkhot mongol : une outre à vin, qui est un grand récipient cousu à quatre parois dans lequel le koumis est fabriqué et stocké... ». Le village est aussi nommé Argout (en altaï et en russe : Аргут) d'après la rivière éponyme, Arkht (en russe : Архыт) et Kourkoure (en russe : Куркуре).

## Histoire
Les habitants sont principalement des Altaïens. Ces Altaïens sont du clan Almat, clan vivant dans la zone et qui vivaient autrefois dans des yourtes. Selon la légende, l'ancêtre du peuple d'Almat descendrait d'une femme, Almysk, qui était un esprit du monde inférieure, et son père était un homme du clan Kobok.
À l'époque soviétique, une ferme collective nommée d'après Kouïbychev a été créée, qui a fusionnée en 1957 avec celle de Djazator, donnant la ferme collective de Lénine.
La localité a obtenu le statut de village par décret du gouvernement de la république de l'Altaï no 172 le 15 juin 2000, au sein de l'établissement rural de Djazator, du raïon de Koch-Agatch.
Depuis le 14 mars 2019, le village dispose de connections téléphoniques et internet.

## Démographie
Recensements (*) et estimations de la population,,:
| 2002* | 2010* | 2012 | 2013 |
| ----- | ----- | ---- | ---- |
| 91    | 64    | 63   | 63   |

| 2014 | 2015 | 2016 | 2021* |
| ---- | ---- | ---- | ----- |
| 63   | 63   | 62   | 23    |

En 2002, sur les 91 habitants, il y avait 90 % d'Altaïens.

## Économie, transports et société
Le village est principalement habité par des retraités et des éleveurs. Il n'y a pas de magasins, ce qui oblige les habitants à aller faire leurs courses à Belyachi. Lorsqu'une personne s'y rend, elle ramène des provisions pour tout le village. L'hiver est très difficile à cause du froid glacial et des quantités de neige, ce qui fait que ce n'est pas prudent de sortir du village, même à cheval. Mais une fois par semaine, un UAZ des autorités fait la rotation gratuitement pour approvisionner le village. Les enfants doivent eux aller étudier à Koch-Agatch.
La pêche, la chasse, et l'élevage sont pratiqués, et il y a des potagers.
Le village est la fin d'un chemin, qui vient de Belyachi et de Koch-Agatch. La partie depuis Belyachi est réputée pour sa difficulté et sa dangerosité. Au-delà, il y n'y a que des chemins pédestres et équestres vers les reliefs et vallées. Cet enclavement vaut au village le surnom de l'endroit où se terminent les routes de l'Altaï,. Il y a des ponts en bois sur le chemin, et des parties très pentues. Le chemin carrossable (par les 4x4) s'arrête 6 km avant le village, la fin doit être faite à pied ou à cheval.
L'électricité vient d'un générateur diesel.